# Tim Fischer
Tim Fischer (3 de maio de 1946 - 22 de agosto de  2019) envolveu-se na política australiana desde 1971. Serviu o seu país no Exército Australiano, foi Vice Primeiro-ministro e Ministro do Comércio entre 1996 e 1999, e também liderou o Partido Nacional da Austrália. Retirou-se do parlamento em 2001 e foi o Embaixador Australiano para a Santa Sé entre 2008 e 2012.